# 米格尔·安赫尔·莫拉蒂诺斯
米格尔·安赫尔·莫拉蒂诺斯·库亚乌韦（西班牙語：Miguel Ángel Moratinos Cuyaubé，1951年6月8日—）西班牙外交官、政治人物。曾任外交大臣。2019年起任联合国文明联盟高级代表。

## 生平
1951年生于马德里。先后毕业于马德里康普顿斯大学和外交学院。1979年至1984年，在西班牙驻南斯拉夫大使馆工作，历任一等秘书、代办等职。1984年至1987年，担任西班牙驻摩洛哥大使馆参赞。1987年至1991年，担任西班牙外交部北非司副司长。1991年至1993年，担任马德里阿拉伯世界合作中心主任。1993年至1996年，担任西班牙外交部非洲和中东外交政策司司长。1996年，担任西班牙驻以色列大使。1996年10月28日，被任命为欧盟驻中东特使，参加巴以和谈，直到2003年7月卸任。2004年4月接替安娜·帕拉西奥出任西班牙外交与合作大臣。
2011年，他被西班牙政府提名为联合国粮食及农业组织总干事候选人。作为竞选的一部分，他先后访问了90多个国家。但最终以微弱劣势输给巴西人若泽·格拉齐亚诺·达席尔瓦。
2018年10月，由联合国秘书长安东尼奥·古特雷斯提名出任文明联盟高级代表。

## 荣誉
- 贝尔格莱德荣誉市民（2009年）[6]
- 马耳他大学名誉博士（2007年）[7]